# Gradisca d'Isonzo
Gradisca d'Isonzo (en friülà, Gardiscje, en eslovè, Gradišče ob Soči) és un municipi italià, dins de la província de Gorizia. L'any 2007 tenia 6.616 habitants. Limita amb els municipis de Farra d'Isonzo, Fogliano Redipuglia, Mariano del Friuli, Moraro, Romans d'Isonzo, Sagrado i Villesse.

## Administració
| Període | Identitat        | Partit        |
| ------- | ---------------- | ------------- |
| 2004-   | Franco Tommasini | Llista cívica |